# No Father to Guide Him

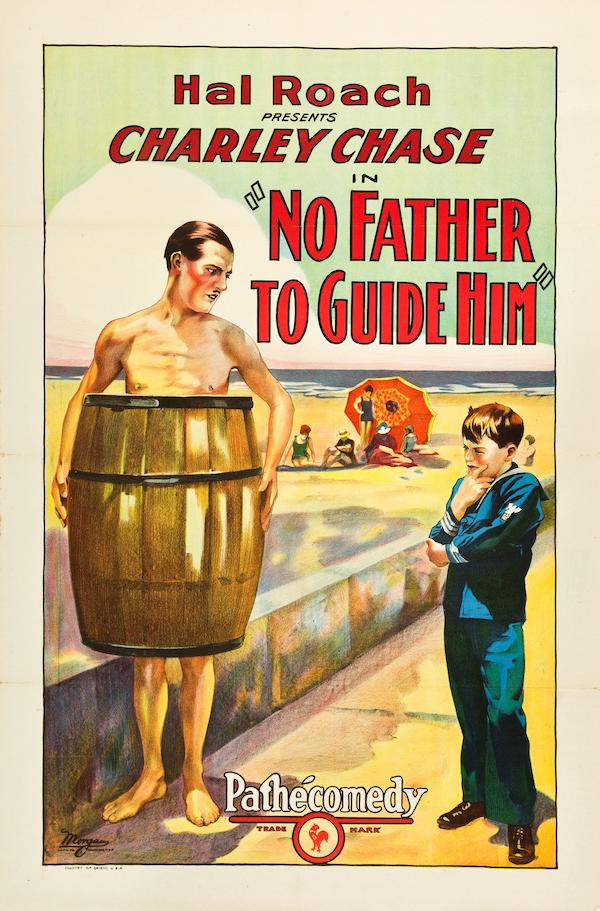
Affiche du film.

No Father to Guide Him  est un film américain de Leo McCarey sorti en 1925.

## Synopsis
Charley et son épouse rompent leur mariage, sur insistance de cette dernière, et tente de séparer son fils de son mari. Charlie enlève alors le garçon pour une sortie père-fils à la plage, tandis que la mère les poursuit de manière comique.

## Fiche technique
- Titre original : No Father to Guide Him
- Réalisation : Leo McCarey
- Montage : Richard C. Currier
- Producteur : Hal Roach
- Société de production : Hal Roach Studios
- Société de distribution : Pathé Exchange
- Pays de production :  États-Unis
- Langue : Anglais
- Format : 1.33 : 1, 35 mm, noir et blanc
- Durée : 20 minutes
- Date de sortie : 6 septembre 1925

## Distribution
- Charley Chase : Jimmy Jump
- Katherine Grant : Sa femme
- Mickey Bennett : Leur fils
- Josephine Crowell : La mère de la femme
- Duke Kahanamoku : Le garde du corps
- Lyle Tayo (non créditée)